# 奧鮑·薩穆埃爾

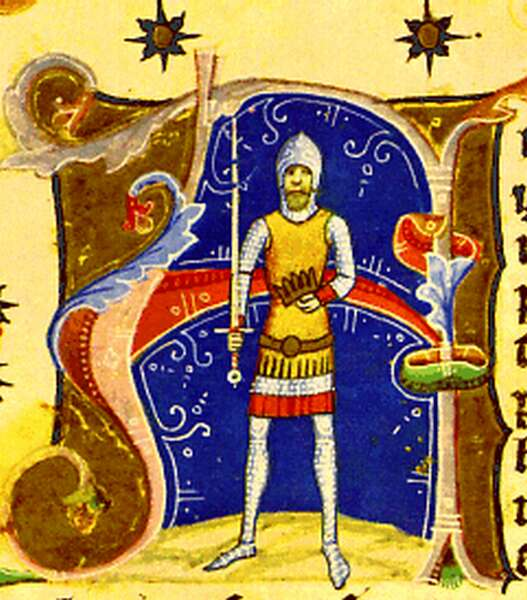
在匈牙利編年史中的奧鮑·薩穆埃爾畫像

奧鮑·薩穆埃爾（匈牙利語：Aba Sámuel，990年10月15日—1044年7月5日），阿爾帕德王朝的匈牙利國王（1041年-1044年在位）。奧鮑·薩穆埃爾為匈牙利第一任國王伊什特萬一世的外甥或他的妹夫，出身於馬特勞山一個顯赫的貴族。

## 生平
奧鮑·薩穆埃爾因為是國王伊什特萬一世的外甥或他的妹夫，所以在伊什特萬一世在位期間是其主要官員。據說奧鮑烏伊瓦爾也是以他的姓名而命名的，他可能是當地的首位伯爵。他既是皇室會議的成員及首任匈牙利宮相。
伊什特萬一世於1038年8月15日逝世，其外甥奧爾塞奧羅·彼得繼承王位。匈牙利編年史敘述奧爾塞奧羅·彼得重用德意志人及意大利人臣子，並冷落本地的領主，包括奧鮑·薩穆埃爾，這使他並不受他的臣民歡迎。1041年，不滿彼得一世的匈牙利貴族發動政變推翻彼得和選出的奧鮑·薩穆埃爾為國王。
奧鮑·薩穆埃爾取消了奧爾塞奧羅·彼得在位時實行的所有法律，並有殺害或折磨許多彼得的支持者。當時的歷史學家賴歇瑙的赫爾曼在自己的編年史中甚至稱奧鮑·薩穆埃爾為“匈牙利的暴君”匈牙利編年史嚴厲批評奧鮑·薩穆埃爾只看顧農民階層而忽視貴族。奧鮑·薩穆埃爾甚至取消一些對平民徵收的稅項。
彼得首先逃亡至奧地利尋求他的妹夫奧地利藩侯阿達爾伯特保護他。其後，他尋求皇帝亨利三世的幫助以推翻奧鮑·薩穆埃爾。1042年2月，奧鮑·薩穆埃爾入侵奧地利，但阿達爾伯特擊潰他的軍隊。1042年初，亨利三世開始了他對匈牙利的第一次遠征，他的軍隊推進至多瑙河以北直至斯洛伐克的赫龍河。皇帝計劃為彼得復位，但遭到當地人的強烈反對。因此，皇帝任命為匈牙利王族的另一個成員管理那些領土。1044年初夏，亨利三世再次回到匈牙利，很多匈牙利貴族加入皇帝的軍隊。兩軍在焦爾附近打了一場決定性的戰役，結果奧鮑·薩穆埃爾的軍隊被打敗，雖然奧鮑·薩穆埃爾逃離戰場，但是仍然給彼得的支持者擒獲被殺死。但是一些14世紀的匈牙利編年史描寫他逃到了蒂薩河在那裡，他被當地人扣押和並被殺害。一些後期的資料來源認為奧鮑·薩穆埃爾原先被埋葬在附近的教堂，但後來被轉移到他的家族修道院中。
| 奧鮑·薩穆埃爾 阿爾帕德王朝出生于：990年以前或約1009年逝世於：1044年7月5日 | 奧鮑·薩穆埃爾 阿爾帕德王朝出生于：990年以前或約1009年逝世於：1044年7月5日 | 奧鮑·薩穆埃爾 阿爾帕德王朝出生于：990年以前或約1009年逝世於：1044年7月5日 |
| 統治者頭銜                                                                | 統治者頭銜                                                                | 統治者頭銜                                                                |
| ------------------------------------------------------------------------- | ------------------------------------------------------------------------- | ------------------------------------------------------------------------- |
| 前任者： 奧爾塞奧羅·彼得                                                  | 匈牙利國王 1041年–1044年                                                  | 繼任者： 奧爾塞奧羅·彼得                                                  |